# Lasaeola yoshidai
Lasaeola yoshidai là một loài nhện trong họ Theridiidae.
Loài này thuộc chi Lasaeola. Lasaeola yoshidai được Hirotsugu Ono miêu tả năm 1991.